# 토우 (고고학)

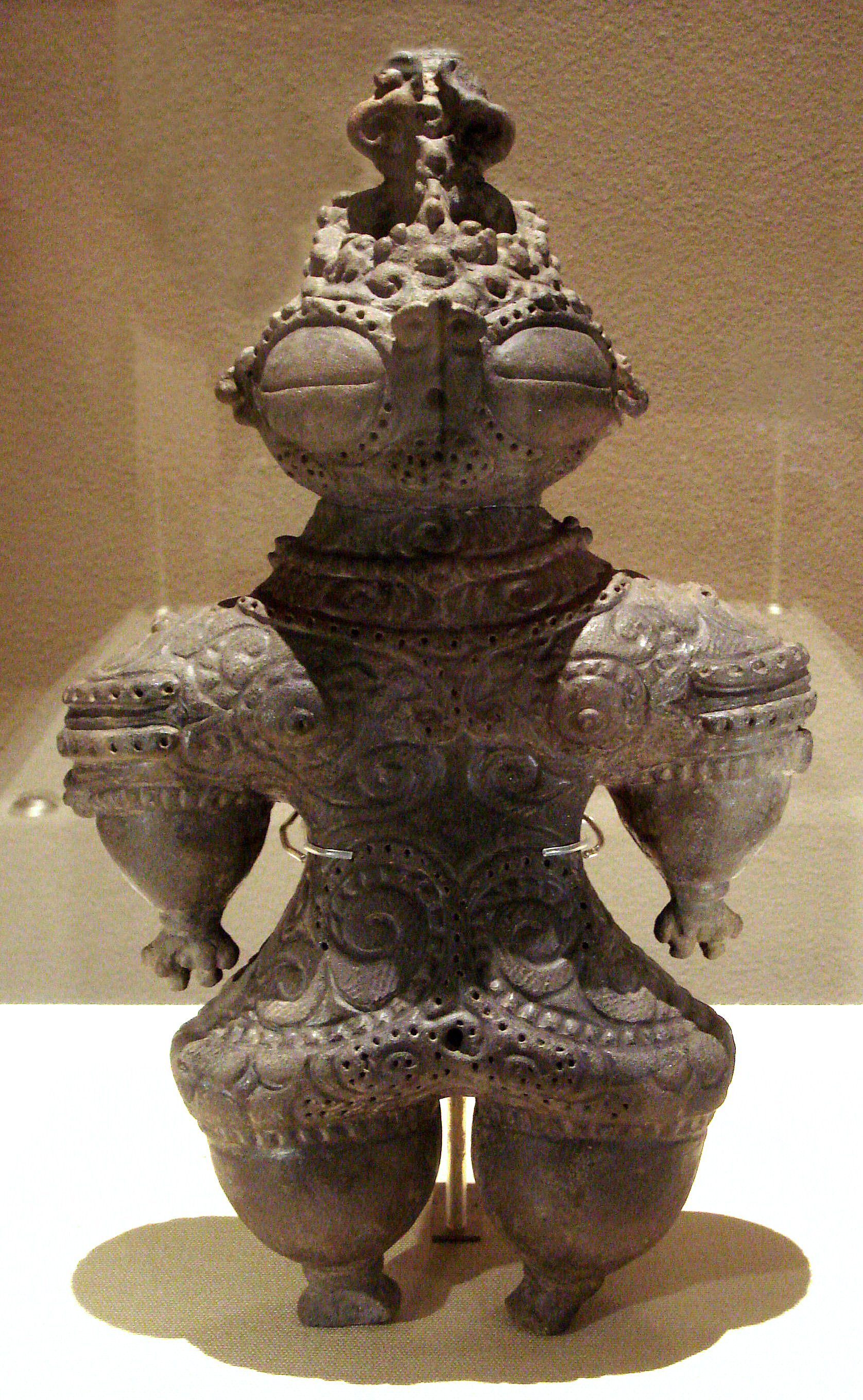

토우(土偶, 일본어: 土偶 도구[*])는 흙으로 만든 사람이나 동물의 상이다. 주술적인 의미를 갖는 경우가 많았다.

## 지역별 유물
이집트, 메소포타미아, 에게 해역 등지에서는 신석기 시대부터 토우가 등장하였으며 한국의 토우는 신라 시대의 것이 대표적이다. 일본에서는 조몬 시대에 오키나와를 제외한 지역에서 제작되었다.

## 참고 문헌
1. ↑  토우 - 두산세계대백과사전 2011년 11월 14일 확인.

## 같이 보기
- 토우장식 장경호